# Partido Republicano Mineiro
Partido Republicano Mineiro (PRM) foi um partido político brasileiro criado em 4 de junho de 1888 com o objetivo de representar os ideais republicanos e conservadores da elite agrária do estado de Minas Gerais. Com a queda da monarquia, passou a abrigar um grande contingente do antigo Partido Conservador; e sendo o principal partido do maior colégio eleitoral do país, Minas Gerais, fez frente ao Partido Republicano Paulista (PRP), nas eleições e na alternância do poder, por meio da política do café com leite. Como programa, emulava em muitos aspectos o extinto Partido Conservador, com um toque distintamente nacionalista.
Foi controlado inicialmente na República Velha por políticos do sul de Minas até que Artur Bernardes deslocou o comando do PRM para a Zona da Mata Mineira. Sua comissão executiva, a "tarasca", era muito poderosa e tomava as principais decisões.
Como todos os partidos políticos, o PRM foi extinto com o advento do Estado Novo. Após a ditadura varguista, Artur Bernardes veio a fundar o Partido Republicano (PR), agremiando parte do antigo núcleo duro do PRM, com uma agenda nacionalista e desenvolvimentista. Extinto pelo AI-2 em 1965, o PR veio a gestar parte expressiva da política nacionalista e conservadora brasileira, a qual encontra atualmente expressão numa grande gama de partidos.

## Principais representantes
- Afonso Pena - presidente da República (1906-1909)
- Venceslau Brás - presidente da República (1914-1918)
- Delfim Moreira - presidente da República (1918-1919)
- Epitácio Pessoa - presidente da República (1919-1922)
- Artur Bernardes - presidente da República (1922-1926)
- Antônio Carlos Ribeiro de Andrada (IV) - presidente do Estado de Minas Gerais (1926-1930)